# Verona Verbakel
Pour les articles homonymes, voir Verbakel.
 (février 2016).
Si vous disposez d'ouvrages ou d'articles de référence ou si vous connaissez des sites web de qualité traitant du thème abordé ici, merci de compléter l'article en donnant les références utiles à sa vérifiabilité et en les liant à la section « Notes et références ».
Verona Aurora Verbakel, née le 15 septembre 1992 à Gand (Belgique), est une actrice flamande.

## Filmographie
- 2016 : The Kaiser's Last Kiss
- 2016 : A Quiet Passion
- 2019 : Domino : La Guerre silencieuse (Domino) de Brian De Palma